# Österreichische Alpine Skimeisterschaften 2020
Die Österreichischen Alpinen Skimeisterschaften 2020 fanden von 11. Dezember bis 23. Dezember 2020 auf der Reiteralm, in Schladming und in Sankt Lambrecht in der Steiermark sowie in St. Michael im Lungau im Land Salzburg statt.
Ursprünglich hätten die Bewerbe vom 24. bis 30. März 2020 in Innerkrems in Kärnten stattfinden sollen. Am 11. März gab der Österreichische Skiverband aufgrund der Bemühungen zur Bekämpfung der COVID-19-Pandemie die Absage der Titelkämpfe bekannt, nachdem sich die Organisatoren bis zuletzt auf deren Austragung vorbereitet hatten.

## Übersicht
| Disziplin    | Datum             | Staatsmeister      | Verein            | Staatsmeisterin   | Verein                |
| ------------ | ----------------- | ------------------ | ----------------- | ----------------- | --------------------- |
| Abfahrt      | nicht ausgetragen | nicht ausgetragen  | nicht ausgetragen | nicht ausgetragen | nicht ausgetragen     |
| Super-G      | 13./20.12.2020    | Christian Borgnaes | Arlberg           | Christina Ager    | Söll                  |
| Riesenslalom | 12./22.12.2020    | Christian Borgnaes | Arlberg           | Elisa Mörzinger   | Böhmerwald            |
| Slalom       | 21./23.12.2020    | Simon Rueland      | Landeck           | Katharina Huber   | Waidhofen an der Ybbs |
| Kombination  | 14.12.2020        | Lukas Passrugger   | Kleinarl          | nicht ausgetragen | nicht ausgetragen     |

## Herren

### Abfahrt
Nicht ausgetragen.

### Super-G
| Platz | Name               | Zeit        |
| ----- | ------------------ | ----------- |
| 01    | Stefan Luitz (GER) | 1:05,33 min |
| 02    | Christian Borgnaes | 1:06,16 min |
| 03    | Philipp Lackner    | 1:06,54 min |
| 04    | Nicolas Lussnig    | 1:06,67 min |
| 05    | Luis Tritscher     | 1:06,79 min |
| 06    | Lukas Broschek     | 1:06,87 min |
| 07    | Noah Geihseder     | 1:06,93 min |
| 08    | Maximilian Kacic   | 1:06,98 min |
| 09    | Vincent Wieser     | 1:07,10 min |
| 10    | Lukas Passrugger   | 1:07,17 min |

Datum: 13. Dezember 2020

Ort: Reiteralm

Start: 1810 m, Ziel: 1385 m

Höhendifferenz: 425 m

Tore: 36

### Riesenslalom
| Platz | Name                 | Zeit        |
| ----- | -------------------- | ----------- |
| 01    | Christian Borgnaes   | 1:44,23 min |
| 02    | Johannes Strolz      | 1:44,26 min |
| 03    | Philip Hoffmann      | 1:44,30 min |
| 04    | Charlie Raposo (GBR) | 1:44,35 min |
| 05    | Mathias Graf         | 1:44,51 min |
| 06    | Thomas Dorner        | 1:44,53 min |
| 07    | Dominik Raschner     | 1:44,60 min |
| 08    | Magnus Walch         | 1:44,84 min |
| 09    | Tobias Kogler        | 1:44,86 min |
| 10    | Nikita Alekhin (RUS) | 1:45,09 min |

Datum: 12. Dezember 2020

Ort: Reiteralm

Start: 1740 m, Ziel: 1385 m

Höhendifferenz: 355 m

Tore 1. Lauf: 39, Tore 2. Lauf: 39

### Slalom
| Platz | Name                    | Zeit        |
| ----- | ----------------------- | ----------- |
| 01    | Hans Vaccari (ITA)      | 1:48,71 min |
| 02    | Simon Rueland           | 1:49,27 min |
| 03    | Thomas Dorner           | 1:49,30 min |
| 04    | Christoph Meissl        | 1:50,00 min |
| 05    | Pirmin Hacker           | 1:50,20 min |
| 06    | David Ketterer (GER)    | 1:50,30 min |
| 07    | Richard Leitgeb         | 1:50,52 min |
| 08    | Alex Rius Gimenez (AND) | 1:50,68 min |
| 09    | Jakob Greber            | 1:50,76 min |
| 10    | Luca Gstrein            | 1:50,81 min |

Datum: 21. Dezember 2020

Ort: Schladming

Piste: Planai

Start: 1680 m, Ziel: 1485 m

Höhendifferenz: 195 m

Tore 1. Lauf: 66, Tore 2. Lauf: 66 

### Kombination
| Platz | Name                   | Zeit        |
| ----- | ---------------------- | ----------- |
| 01    | Stefan Luitz (GER)     | 1:56,09 min |
| 02    | Lukas Passrugger       | 1:57,85 min |
| 03    | Luca Lanzenberger      | 1:58,42 min |
| 04    | Christian Borgnaes     | 1:59,00 min |
| 05    | Noah Geihseder         | 1:59,26 min |
| 06    | Paul Vonier            | 1:59,44 min |
| 07    | Jonas Stockinger (GER) | 2:00,28 min |
| 08    | Nikita Kazazaev (RUS)  | 2:00,35 min |
| 09    | Jakob Eisner           | 2:00,46 min |
| 10    | Anton Grammel (GER)    | 2:00,61 min |

Datum: 14. Dezember 2020

Ort: Reiteralm

Start: 1810 m, Ziel: 1385 m (Super-G)

Höhendifferenz: 425 m (Super-G)

Tore Super-G: 36, Tore Slalom: 62 

## Damen

### Abfahrt
Nicht ausgetragen.

### Super-G
| Platz | Name                   | Zeit        |
| ----- | ---------------------- | ----------- |
| 01    | Christina Ager         | 0:59,25 min |
| 02    | Anna Schilcher         | 0:59,31 min |
| 03    | Lena Wechner           | 0:59,63 min |
| 04    | Emily Schöpf           | 1:00,05 min |
| 05    | Anna Grünauer          | 1:00,20 min |
| 06    | Vanessa Nussbaumer     | 1:00,28 min |
| 07    | Anna Schillinger (GER) | 1:00,49 min |
| 08    | Laura Brandner         | 1:00,57 min |
| 09    | Elena Steurer          | 1:00,65 min |
| 10    | Nina Kegele            | 1:00,79 min |

Datum: 20. Dezember 2020

Ort: Sankt Lambrecht

Piste: Grebenzen

Start: 1361 m, Ziel: 1006 m

Höhendifferenz: 355 m

Tore: 28

### Riesenslalom
| Platz | Name                  | Zeit        |
| ----- | --------------------- | ----------- |
| 01    | Elisa Mörzinger       | 1:57,27 min |
| 02    | Chiara Mair           | 1:57,64 min |
| 03    | Katharina Liensberger | 1:57,66 min |
| 04    | Rosina Schneeberger   | 1:58,23 min |
| 05    | Sophia Waldauf        | 1:58,39 min |
| 06    | Ramona Siebenhofer    | 1:58,69 min |
| 07    | Nadine Fest           | 1:58,72 min |
| 08    | Anna Grünauer         | 1:58,75 min |
| 09    | Michelle Niederwieser | 1:58,77 min |
| 10    | Lisa Hörhager         | 1:58,83 min |

Datum: 22. Dezember 2020

Ort: Sankt Lambrecht

Piste: Grebenzen

Start: 1283 m, Ziel: 1008 m

Höhendifferenz: 275 m

Tore 1. Lauf: 40, Tore 2. Lauf: 39 

### Slalom
| Platz | Name                   | Zeit        |
| ----- | ---------------------- | ----------- |
| 01    | Katharina Huber        | 1:31,54 min |
| 02    | Chiara Mair            | 1:31,72 min |
| 03    | Katharina Truppe       | 1:32,06 min |
| 04    | Lisa Hörhager          | 1:32,34 min |
| 05    | Katharina Gallhuber    | 1:32,98 min |
| 06    | Maryja Schkanawa (BLR) | 1:33,02 min |
| 07    | Bernadette Lorenz      | 1:33,16 min |
| 08    | Monika Widmoser        | 1:34,01 min |
| 09    | Melanie Niederdorfer   | 1:34,59 min |
| 10    | Elena Exenberger       | 1:34,62 min |

Datum: 23. Dezember 2020

Ort: St. Michael im Lungau

Start: 1212 m, Ziel: 1060 m

Höhendifferenz: 152 m

Tore 1. Lauf: 55, Tore 2. Lauf: 52 

### Kombination
Nicht ausgetragen.